# Llista de topònims de Riudarenes
Llista de topònims (noms propis de lloc) del municipi de Riudarenes, a la Selva
Informació actualitzada per un bot. Els canvis manuals es perdran quan s'actualitzi!

## arbre singular
| imatge | Nom                   | Ubicat a   | instància de   | Detalls                                                                | coordenades                                                                                   | Protecció        | Commons (més fotos)   | Dades a WD                    |
| ------ | --------------------- | ---------- | -------------- | ---------------------------------------------------------------------- | --------------------------------------------------------------------------------------------- | ---------------- | --------------------- | ----------------------------- |
|        | lledoner de l'Esparra | Riudarenes | arbre singular | Taxon: lledoner (Celtis australis)                                     | 41° 49′ 34″ N, 2° 39′ 27″ E / 41.82618°N,2.65743°E ca:Plaça de l'Església, l'Esparra 194 msnm | arbre monumental | Lledoner de l'Esparra | Modifica les dades a Wikidata |
|        | suro de Can Ferrer    | Riudarenes | arbre singular | Taxon: alzina surera (Quercus suber) Ample: 26m Alt: 17m Perímetre: 5m | 41° 49′ 19″ N, 2° 39′ 41″ E / 41.82191°N,2.66127°E ca:Prop l'Esparra 135 msnm                 | arbre monumental | Suro de Can Ferrer    | Modifica les dades a Wikidata |

## casa
| imatge | Nom                 | Ubicat a   | instància de | Detalls                                  | coordenades                                                                            | Protecció                                  | Commons (més fotos)              | Dades a WD                    |
| ------ | ------------------- | ---------- | ------------ | ---------------------------------------- | -------------------------------------------------------------------------------------- | ------------------------------------------ | -------------------------------- | ----------------------------- |
|        | Cal Jornaler        | Riudarenes | casa         | Estil: arquitectura popular              | 41° 49′ 34″ N, 2° 39′ 30″ E / 41.82618°N,2.65828°E                                     | bé integrant del patrimoni cultural català |                                  | Modifica les dades a Wikidata |
|        | Can Joan Ros        | Riudarenes | casa         | Estil: arquitectura popular 19th century | 41° 49′ 14″ N, 2° 43′ 02″ E / 41.82044°N,2.71736°E ca:Pl. Església, 3 83 msnm          | bé integrant del patrimoni cultural català | Can Joan Ros                     | Modifica les dades a Wikidata |
|        | Can Pujató          | Riudarenes | casa         | Estil: arquitectura popular              | 41° 49′ 34″ N, 2° 39′ 27″ E / 41.826°N,2.65761°E                                       | bé integrant del patrimoni cultural català |                                  | Modifica les dades a Wikidata |
|        | Can Russus          | Riudarenes | casa         | Estil: arquitectura popular              | 41° 49′ 35″ N, 2° 39′ 29″ E / 41.82633°N,2.65805°E                                     | bé integrant del patrimoni cultural català |                                  | Modifica les dades a Wikidata |
|        | Hostal Mallorquines | Riudarenes | casa         | Estil: arquitectura popular 18th century | 41° 49′ 05″ N, 2° 43′ 57″ E / 41.81817°N,2.7325°E ca:C. de les Mallorquines, 1 97 msnm | bé cultural d'interès local                | Hostal Mallorquines (Riudarenes) | Modifica les dades a Wikidata |
|        | l'Hostal Antic      | Riudarenes | casa         | Estil: arquitectura popular              | 41° 49′ 34″ N, 2° 39′ 30″ E / 41.8260814451222°N,2.65820037055999°E                    | bé integrant del patrimoni cultural català |                                  | Modifica les dades a Wikidata |

## edifici
| imatge | Nom                           | Ubicat a   | instància de | Detalls                                    | coordenades | Protecció                                  | Commons (més fotos)                        | Dades a WD                    |
| ------ | ----------------------------- | ---------- | ------------ | ------------------------------------------ | --- | ------------------------------------------ | ------------------------------------------ | ----------------------------- |
|        | Col·legi Públic Josep Boada   | Riudarenes | edifici      | Estil: noucentisme 20th century            | 41° 49′ 32″ N, 2° 42′ 44″ E / 41.825603°N,2.712184°E ca:C. Sant Martí, 43 - pl. Sr. Lluís Rivera Castells, 5 89 msnm | bé cultural d'interès local                | Col·legi Públic Josep Boada                | Modifica les dades a Wikidata |
|        | Mur de la plaça de l'Església | Riudarenes | edifici      | Estil: arquitectura popular                | 41° 49′ 14″ N, 2° 43′ 03″ E / 41.82055°N,2.71746°E                                                                   | bé integrant del patrimoni cultural català | Mur de la plaça de l'Església (Riudarenes) | Modifica les dades a Wikidata |
|        | la Farinera                   | Riudarenes | edifici      | Estil: arquitectura eclèctica 19th century | 41° 49′ 22″ N, 2° 43′ 01″ E / 41.82287°N,2.71699°E ca:C. Girona, 12 83 msnm                                          | bé cultural d'interès local                | La Farinera (Riudarenes)                   | Modifica les dades a Wikidata |

## entitat singular de població
| imatge | Nom                          | Ubicat a   | instància de                                                                   | Detalls  | coordenades | Protecció | Commons (més fotos)    | Dades a WD                    |
| ------ | ---------------------------- | ---------- | ------------------------------------------------------------------------------ | -------- | --- | --------- | ---------------------- | ----------------------------- |
|        | Can Fornaca                  | Riudarenes | entitat singular de població urbanització                                      | 790 hab  | 41° 48′ 21″ N, 2° 38′ 39″ E / 41.805866°N,2.6442909°E 300 msnm                                                  |           |                        | Modifica les dades a Wikidata |
|        | Raval de l'Esparra           | Riudarenes | entitat singular de població                                                   | 34 hab   | 41° 49′ 31″ N, 2° 39′ 18″ E / 41.8252731°N,2.65510312°E 181 msnm                                                |           |                        | Modifica les dades a Wikidata |
|        | Riudarenes                   | Riudarenes | entitat singular de població ens local històric de Catalunya capital municipal | 1421 hab | 41° 49′ 29″ N, 2° 42′ 57″ E / 41.82477244°N,2.71584476°E 85 msnm                                                |           |                        | Modifica les dades a Wikidata |
|        | Serramagra                   | Riudarenes | entitat singular de població                                                   | 27 hab   | 41° 49′ 32″ N, 2° 43′ 29″ E / 41.8255936129974°N,2.72472230661292°E 89 msnm                                     |           |                        | Modifica les dades a Wikidata |
|        | l'Esparra                    | Riudarenes | entitat singular de població ens local històric de Catalunya                   | 12 hab   | 41° 49′ 34″ N, 2° 39′ 26″ E / 41.826093°N,2.657237°E ca:Carretera de l'Esparra, que surt de Riudarenes 187 msnm |           | L'Esparra (Riudarenes) | Modifica les dades a Wikidata |
|        | la Carretera de Santa Coloma | Riudarenes | entitat singular de població                                                   | 49 hab   | 41° 49′ 43″ N, 2° 42′ 40″ E / 41.8285054902568°N,2.71112597327573°E 91 msnm                                     |           |                        | Modifica les dades a Wikidata |
|        | la Riera                     | Riudarenes | entitat singular de població                                                   | 67 hab   | 41° 49′ 30″ N, 2° 41′ 31″ E / 41.825056662897°N,2.6918140585376°E 113 msnm                                      |           |                        | Modifica les dades a Wikidata |
|        | les Mallorquines             | Riudarenes | entitat singular de població                                                   | 44 hab   | 41° 49′ 02″ N, 2° 43′ 54″ E / 41.81722623°N,2.73153056°E 101 msnm                                               |           |                        | Modifica les dades a Wikidata |

## església
| imatge | Nom                      | Ubicat a   | instància de | Detalls                                              | coordenades                                                            | Protecció                   | Commons (més fotos)                  | Dades a WD                    |
| ------ | ------------------------ | ---------- | ------------ | ---------------------------------------------------- | ---------------------------------------------------------------------- | --------------------------- | ------------------------------------ | ----------------------------- |
|        | Mare de Déu d'Argimon    | Riudarenes | església     |                                                      | 41° 49′ 50″ N, 2° 38′ 09″ E / 41.8305861111°N,2.63588611111°E 471 msnm |                             | Santuari de la Mare de Déu d'Argimon | Modifica les dades a Wikidata |
|        | Mare de Déu de Montcorb  | Riudarenes | església     | Estil: arquitectura popular                          | 41° 48′ 35″ N, 2° 42′ 05″ E / 41.80986°N,2.70133°E                     | bé cultural d'interès local | Mare de Déu de Montcorb              | Modifica les dades a Wikidata |
|        | Sant Martí de Riudarenes | Riudarenes | església     | Estil: arquitectura barroca arquitectura neoclàssica | 41° 49′ 14″ N, 2° 43′ 05″ E / 41.82069444°N,2.71791667°E               | bé cultural d'interès local | Sant Martí de Riudarenes             | Modifica les dades a Wikidata |
|        | Sant Martí de l'Esparra  | Riudarenes | església     | Estil: neoclassicisme                                | 41° 49′ 35″ N, 2° 39′ 27″ E / 41.8264°N,2.6575°E ca:L'Esparra          | bé cultural d'interès local | Sant Martí de l'Esparra              | Modifica les dades a Wikidata |

## masia
| imatge | Nom                        | Ubicat a   | instància de | Detalls                                  | coordenades                                                                                    | Protecció                                  | Commons (més fotos)     | Dades a WD                    |
| ------ | -------------------------- | ---------- | ------------ | ---------------------------------------- | ---------------------------------------------------------------------------------------------- | ------------------------------------------ | ----------------------- | ----------------------------- |
|        | Ca l'Adroguer              | Riudarenes | masia        |                                          | 41° 49′ 29″ N, 2° 43′ 10″ E / 41.8247884566062°N,2.7195357689032°E                             |                                            |                         | Modifica les dades a Wikidata |
|        | Ca l'Agustí                | Riudarenes | masia        | Estil: arquitectura popular              | 41° 50′ 33″ N, 2° 39′ 07″ E / 41.8425°N,2.65198°E                                              | bé integrant del patrimoni cultural català |                         | Modifica les dades a Wikidata |
|        | Ca l'Alemany               | Riudarenes | masia        | Estil: arquitectura popular              | 41° 50′ 31″ N, 2° 41′ 49″ E / 41.84195°N,2.69692°E                                             | bé integrant del patrimoni cultural català |                         | Modifica les dades a Wikidata |
|        | Ca l'Alou                  | Riudarenes | masia        |                                          | 41° 50′ 20″ N, 2° 42′ 36″ E / 41.8389413222221°N,2.70986256250474°E                            |                                            |                         | Modifica les dades a Wikidata |
|        | Ca l'Aspriu                | Riudarenes | masia        |                                          | 41° 49′ 54″ N, 2° 41′ 26″ E / 41.8317937385004°N,2.69065005996549°E                            |                                            |                         | Modifica les dades a Wikidata |
|        | Ca l'Espriu                | Riudarenes | masia        | Estil: arquitectura popular              | 41° 49′ 06″ N, 2° 40′ 12″ E / 41.81839°N,2.67012°E                                             | bé integrant del patrimoni cultural català |                         | Modifica les dades a Wikidata |
|        | Cal Rajoler                | Riudarenes | masia        |                                          | 41° 50′ 57″ N, 2° 42′ 11″ E / 41.8492100615696°N,2.70315455798992°E                            |                                            |                         | Modifica les dades a Wikidata |
|        | Cal Vicari                 | Riudarenes | masia        | Estil: arquitectura popular              | 41° 49′ 48″ N, 2° 40′ 14″ E / 41.82988°N,2.67066°E                                             | bé integrant del patrimoni cultural català |                         | Modifica les dades a Wikidata |
|        | Can Baió de Baix           | Riudarenes | masia        |                                          | 41° 48′ 26″ N, 2° 41′ 31″ E / 41.8071359756107°N,2.69185216695481°E                            |                                            |                         | Modifica les dades a Wikidata |
|        | Can Banyes                 | Riudarenes | masia        |                                          | 41° 49′ 50″ N, 2° 40′ 00″ E / 41.8304479078058°N,2.66675160656273°E                            |                                            |                         | Modifica les dades a Wikidata |
|        | Can Barretó Nou            | Riudarenes | masia        | Estil: arquitectura popular 19th century | 41° 48′ 53″ N, 2° 43′ 48″ E / 41.81463°N,2.73006°E ca:Les Mallorquines 99 msnm                 | bé integrant del patrimoni cultural català | Can Barretó Nou         | Modifica les dades a Wikidata |
|        | Can Barretó Vell           | Riudarenes | masia        | Estil: arquitectura popular 17th century | 41° 48′ 50″ N, 2° 43′ 40″ E / 41.81402°N,2.72791°E ca:les Mallorquines 107 msnm                | bé integrant del patrimoni cultural català | Can Barretó Vell        | Modifica les dades a Wikidata |
|        | Can Blavís                 | Riudarenes | masia        |                                          | 41° 50′ 38″ N, 2° 41′ 54″ E / 41.8439553691428°N,2.69828844635743°E                            |                                            |                         | Modifica les dades a Wikidata |
|        | Can Boades                 | Riudarenes | masia        |                                          | 41° 49′ 50″ N, 2° 39′ 35″ E / 41.8304271459475°N,2.65967055872709°E                            |                                            |                         | Modifica les dades a Wikidata |
|        | Can Caldes                 | Riudarenes | masia        | Estil: arquitectura popular 16th century | 41° 49′ 51″ N, 2° 42′ 34″ E / 41.83072°N,2.70944°E ca:Can Falqués 96 msnm                      | bé integrant del patrimoni cultural català | Can Caldes (Riudarenes) | Modifica les dades a Wikidata |
|        | Can Calçada                | Riudarenes | masia        | Estil: arquitectura popular              | 41° 49′ 03″ N, 2° 42′ 09″ E / 41.81758°N,2.70253°E                                             | bé integrant del patrimoni cultural català |                         | Modifica les dades a Wikidata |
|        | Can Campets                | Riudarenes | masia        |                                          | 41° 48′ 59″ N, 2° 42′ 32″ E / 41.8164847843558°N,2.70896460510561°E                            |                                            |                         | Modifica les dades a Wikidata |
|        | Can Campot                 | Riudarenes | masia        |                                          | 41° 49′ 53″ N, 2° 39′ 54″ E / 41.8314602433122°N,2.66487969467411°E                            |                                            |                         | Modifica les dades a Wikidata |
|        | Can Cassanyes              | Riudarenes | masia        |                                          | 41° 50′ 05″ N, 2° 42′ 28″ E / 41.8347028406917°N,2.70779816455741°E                            |                                            |                         | Modifica les dades a Wikidata |
|        | Can Cerdà                  | Riudarenes | masia        | Estil: arquitectura popular              | 41° 49′ 30″ N, 2° 41′ 52″ E / 41.82511°N,2.69774°E                                             | bé integrant del patrimoni cultural català |                         | Modifica les dades a Wikidata |
|        | Can Colom                  | Riudarenes | masia        |                                          | 41° 50′ 23″ N, 2° 42′ 58″ E / 41.8396863148106°N,2.71603803804804°E                            |                                            |                         | Modifica les dades a Wikidata |
|        | Can Colomer                | Riudarenes | masia        | Estil: arquitectura popular              | 41° 49′ 08″ N, 2° 40′ 11″ E / 41.81884°N,2.66985°E                                             | bé integrant del patrimoni cultural català |                         | Modifica les dades a Wikidata |
|        | Can Coní                   | Riudarenes | masia        |                                          | 41° 49′ 58″ N, 2° 40′ 26″ E / 41.8327198955993°N,2.67380918763331°E                            |                                            |                         | Modifica les dades a Wikidata |
|        | Can Costes                 | Riudarenes | masia        |                                          | 41° 49′ 44″ N, 2° 43′ 41″ E / 41.8288167712182°N,2.7279479279751°E                             |                                            |                         | Modifica les dades a Wikidata |
|        | Can Falquers               | Riudarenes | masia        |                                          | 41° 50′ 01″ N, 2° 42′ 26″ E / 41.8336838138619°N,2.70730902007978°E                            |                                            |                         | Modifica les dades a Wikidata |
|        | Can Fané                   | Riudarenes | masia        | Estil: arquitectura popular 18th century | 41° 49′ 04″ N, 2° 43′ 56″ E / 41.81769°N,2.73213°E ca:Camí Ral s/n 101 msnm                    | bé integrant del patrimoni cultural català | Can Fané (Riudarenes)   | Modifica les dades a Wikidata |
|        | Can Ferragut               | Riudarenes | masia        | Estil: arquitectura popular              | 41° 50′ 44″ N, 2° 41′ 36″ E / 41.845555555556°N,2.6933333333333°E ca:Carretera de Santa Coloma | bé integrant del patrimoni cultural català |                         | Modifica les dades a Wikidata |
|        | Can Font                   | Riudarenes | masia        |                                          | 41° 50′ 26″ N, 2° 42′ 13″ E / 41.840636809651°N,2.70366392729°E                                |                                            |                         | Modifica les dades a Wikidata |
|        | Can Fornells               | Riudarenes | masia        |                                          | 41° 49′ 19″ N, 2° 38′ 50″ E / 41.8219771060886°N,2.64721654501587°E                            |                                            |                         | Modifica les dades a Wikidata |
|        | Can Freixa                 | Riudarenes | masia        |                                          | 41° 48′ 24″ N, 2° 43′ 18″ E / 41.8066626157806°N,2.72164931576651°E                            |                                            |                         | Modifica les dades a Wikidata |
|        | Can Gairis                 | Riudarenes | masia        |                                          | 41° 49′ 03″ N, 2° 37′ 15″ E / 41.817638746427°N,2.6208120395503°E                              |                                            |                         | Modifica les dades a Wikidata |
|        | Can Gavatx                 | Riudarenes | masia        |                                          | 41° 48′ 09″ N, 2° 41′ 29″ E / 41.8024604541651°N,2.69151344283582°E                            |                                            |                         | Modifica les dades a Wikidata |
|        | Can Gelats Nou             | Riudarenes | masia        |                                          | 41° 49′ 18″ N, 2° 42′ 11″ E / 41.8216033305912°N,2.70294494417498°E                            |                                            |                         | Modifica les dades a Wikidata |
|        | Can Gelats Vell            | Riudarenes | masia        |                                          | 41° 49′ 16″ N, 2° 41′ 41″ E / 41.821113158044°N,2.69462685041897°E                             |                                            |                         | Modifica les dades a Wikidata |
|        | Can Gibert                 | Riudarenes | masia        |                                          | 41° 48′ 36″ N, 2° 43′ 25″ E / 41.81001767538°N,2.72350083176255°E                              |                                            |                         | Modifica les dades a Wikidata |
|        | Can Gorgals Vell           | Riudarenes | masia        |                                          | 41° 50′ 29″ N, 2° 37′ 28″ E / 41.8414501733225°N,2.62452552197091°E                            |                                            |                         | Modifica les dades a Wikidata |
|        | Can Guilla                 | Riudarenes | masia        |                                          | 41° 49′ 24″ N, 2° 41′ 51″ E / 41.8234535708842°N,2.69750568504059°E                            |                                            |                         | Modifica les dades a Wikidata |
|        | Can Llorenç                | Riudarenes | masia        |                                          | 41° 49′ 52″ N, 2° 43′ 12″ E / 41.8311755626922°N,2.72002573590018°E                            |                                            |                         | Modifica les dades a Wikidata |
|        | Can Maidó                  | Riudarenes | masia        | Estil: arquitectura popular              | 41° 49′ 40″ N, 2° 41′ 19″ E / 41.82778°N,2.68863°E                                             | bé integrant del patrimoni cultural català |                         | Modifica les dades a Wikidata |
|        | Can Manyana                | Riudarenes | masia        |                                          | 41° 50′ 18″ N, 2° 42′ 44″ E / 41.8382174680511°N,2.7121301507013°E                             |                                            |                         | Modifica les dades a Wikidata |
|        | Can Mariano                | Riudarenes | masia        |                                          | 41° 50′ 20″ N, 2° 42′ 50″ E / 41.8390053940209°N,2.71386101255596°E                            |                                            |                         | Modifica les dades a Wikidata |
|        | Can Martí                  | Riudarenes | masia        |                                          | 41° 49′ 26″ N, 2° 37′ 28″ E / 41.823955281622°N,2.6243872062572°E                              |                                            |                         | Modifica les dades a Wikidata |
|        | Can Masferrer              | Riudarenes | masia        | Estil: arquitectura popular              | 41° 49′ 33″ N, 2° 39′ 24″ E / 41.8259°N,2.65662°E                                              | bé integrant del patrimoni cultural català |                         | Modifica les dades a Wikidata |
|        | Can Meliton                | Riudarenes | masia        |                                          | 41° 49′ 58″ N, 2° 43′ 43″ E / 41.8327090051654°N,2.72847339190416°E                            |                                            |                         | Modifica les dades a Wikidata |
|        | Can Metges                 | Riudarenes | masia        |                                          | 41° 49′ 11″ N, 2° 40′ 15″ E / 41.8196695053562°N,2.67087727328999°E                            |                                            |                         | Modifica les dades a Wikidata |
|        | Can Micos                  | Riudarenes | masia        |                                          | 41° 50′ 08″ N, 2° 43′ 29″ E / 41.8354924658096°N,2.72482441822288°E                            |                                            |                         | Modifica les dades a Wikidata |
|        | Can Mir                    | Riudarenes | masia        |                                          | 41° 50′ 22″ N, 2° 42′ 09″ E / 41.8393366858025°N,2.70245343534701°E                            |                                            |                         | Modifica les dades a Wikidata |
|        | Can Montràs                | Riudarenes | masia        | Estil: arquitectura popular              | 41° 49′ 43″ N, 2° 40′ 37″ E / 41.82866°N,2.67705°E                                             | bé integrant del patrimoni cultural català |                         | Modifica les dades a Wikidata |
|        | Can Moragues               | Riudarenes | masia        | Estil: arquitectura popular              | 41° 50′ 18″ N, 2° 42′ 03″ E / 41.83843°N,2.70086°E                                             | bé integrant del patrimoni cultural català |                         | Modifica les dades a Wikidata |
|        | Can Nadal                  | Riudarenes | masia        |                                          | 41° 48′ 59″ N, 2° 43′ 46″ E / 41.8164445510038°N,2.72934879294661°E                            |                                            |                         | Modifica les dades a Wikidata |
|        | Can Nic                    | Riudarenes | masia        |                                          | 41° 49′ 55″ N, 2° 40′ 07″ E / 41.8319305246016°N,2.66864672067166°E                            |                                            |                         | Modifica les dades a Wikidata |
|        | Can Pastells               | Riudarenes | masia        | Estil: arquitectura popular              | 41° 50′ 41″ N, 2° 41′ 24″ E / 41.844722222222°N,2.69°E                                         | bé integrant del patrimoni cultural català |                         | Modifica les dades a Wikidata |
|        | Can Pastrells              | Riudarenes | masia        |                                          | 41° 50′ 23″ N, 2° 41′ 55″ E / 41.8396239244476°N,2.69862195037932°E                            |                                            |                         | Modifica les dades a Wikidata |
|        | Can Patllari               | Riudarenes | masia        |                                          | 41° 49′ 36″ N, 2° 40′ 01″ E / 41.8267829844131°N,2.66705962356023°E                            |                                            |                         | Modifica les dades a Wikidata |
|        | Can Patufa                 | Riudarenes | masia        |                                          | 41° 48′ 29″ N, 2° 41′ 22″ E / 41.807937375122°N,2.6894884302829°E                              |                                            |                         | Modifica les dades a Wikidata |
|        | Can Peix                   | Riudarenes | masia        | Estil: arquitectura popular 1800s        | 41° 49′ 51″ N, 2° 41′ 32″ E / 41.83088°N,2.69216°E                                             | bé integrant del patrimoni cultural català |                         | Modifica les dades a Wikidata |
|        | Can Pelegrí                | Riudarenes | masia        |                                          | 41° 49′ 30″ N, 2° 42′ 46″ E / 41.8249246392129°N,2.71268341480954°E                            |                                            |                         | Modifica les dades a Wikidata |
|        | Can Pellisser              | Riudarenes | masia        |                                          | 41° 49′ 48″ N, 2° 42′ 44″ E / 41.8300482265584°N,2.71214266836366°E                            |                                            |                         | Modifica les dades a Wikidata |
|        | Can Pere                   | Riudarenes | masia        |                                          | 41° 48′ 31″ N, 2° 38′ 31″ E / 41.808630224647°N,2.64184829053691°E                             |                                            |                         | Modifica les dades a Wikidata |
|        | Can Periques               | Riudarenes | masia        | Estil: arquitectura popular              | 41° 49′ 34″ N, 2° 39′ 29″ E / 41.82619°N,2.65816°E                                             | bé integrant del patrimoni cultural català |                         | Modifica les dades a Wikidata |
|        | Can Pinoi                  | Riudarenes | masia        |                                          | 41° 49′ 08″ N, 2° 41′ 22″ E / 41.8187845572826°N,2.68947249430412°E                            |                                            |                         | Modifica les dades a Wikidata |
|        | Can Pla                    | Riudarenes | masia        |                                          | 41° 50′ 42″ N, 2° 42′ 43″ E / 41.8450801989635°N,2.71191870678268°E                            |                                            |                         | Modifica les dades a Wikidata |
|        | Can Pobric                 | Riudarenes | masia        |                                          | 41° 47′ 57″ N, 2° 41′ 25″ E / 41.7990888483529°N,2.6903981430728°E                             |                                            |                         | Modifica les dades a Wikidata |
|        | Can Pol                    | Riudarenes | masia        |                                          | 41° 50′ 07″ N, 2° 42′ 24″ E / 41.8352762679592°N,2.70661527411059°E                            |                                            |                         | Modifica les dades a Wikidata |
|        | Can Ponç                   | Riudarenes | masia        |                                          | 41° 49′ 19″ N, 2° 39′ 05″ E / 41.82188207312°N,2.65149168491884°E                              |                                            |                         | Modifica les dades a Wikidata |
|        | Can Porrer                 | Riudarenes | masia        |                                          | 41° 49′ 46″ N, 2° 40′ 06″ E / 41.829336015022°N,2.66846741933028°E                             |                                            |                         | Modifica les dades a Wikidata |
|        | Can Prats                  | Riudarenes | masia        |                                          | 41° 50′ 04″ N, 2° 42′ 55″ E / 41.8343524330399°N,2.71531491702399°E                            |                                            |                         | Modifica les dades a Wikidata |
|        | Can Pruna                  | Riudarenes | masia        |                                          | 41° 48′ 44″ N, 2° 43′ 35″ E / 41.812150442383°N,2.72647742244729°E                             |                                            |                         | Modifica les dades a Wikidata |
|        | Can Rat                    | Riudarenes | masia        |                                          | 41° 48′ 01″ N, 2° 41′ 35″ E / 41.800230657199°N,2.69298063004336°E                             |                                            |                         | Modifica les dades a Wikidata |
|        | Can Ribes                  | Riudarenes | masia        | Estil: arquitectura popular              | 41° 49′ 56″ N, 2° 41′ 22″ E / 41.83225°N,2.6895°E                                              | bé integrant del patrimoni cultural català |                         | Modifica les dades a Wikidata |
|        | Can Roquet                 | Riudarenes | masia        | Estil: arquitectura popular              | 41° 49′ 35″ N, 2° 39′ 27″ E / 41.8264°N,2.65741°E ca:Plaça de l'Església, l'Esparra            | bé integrant del patrimoni cultural català |                         | Modifica les dades a Wikidata |
|        | Can Ruscada                | Riudarenes | masia        |                                          | 41° 49′ 10″ N, 2° 41′ 48″ E / 41.8195601147318°N,2.69657278955224°E                            |                                            |                         | Modifica les dades a Wikidata |
|        | Can Sala                   | Riudarenes | masia        |                                          | 41° 48′ 46″ N, 2° 43′ 09″ E / 41.8126732502062°N,2.71917928375077°E                            |                                            |                         | Modifica les dades a Wikidata |
|        | Can Salarics               | Riudarenes | masia        |                                          | 41° 48′ 40″ N, 2° 41′ 22″ E / 41.8112092954788°N,2.68931645608464°E                            |                                            |                         | Modifica les dades a Wikidata |
|        | Can Sixt                   | Riudarenes | masia        |                                          | 41° 50′ 42″ N, 2° 42′ 31″ E / 41.844915449598°N,2.7085823165848°E                              |                                            |                         | Modifica les dades a Wikidata |
|        | Can Torrelles              | Riudarenes | masia        | Estil: arquitectura popular              | 41° 49′ 45″ N, 2° 41′ 35″ E / 41.82921°N,2.69296°E                                             | bé integrant del patrimoni cultural català |                         | Modifica les dades a Wikidata |
|        | Can Torrelles de l'Esparra | Riudarenes | masia        | Estil: arquitectura popular              | 41° 49′ 13″ N, 2° 40′ 27″ E / 41.82033°N,2.67414°E ca:Camí Vell de l'Esparra                   | bé integrant del patrimoni cultural català |                         | Modifica les dades a Wikidata |
|        | Can Tort                   | Riudarenes | masia        |                                          | 41° 49′ 23″ N, 2° 41′ 27″ E / 41.8231929825185°N,2.69096841510666°E ca:Camí Vell de l'Esparra  |                                            |                         | Modifica les dades a Wikidata |
|        | Can Triador                | Riudarenes | masia        |                                          | 41° 48′ 25″ N, 2° 37′ 50″ E / 41.8070178506997°N,2.63043283648218°E                            |                                            |                         | Modifica les dades a Wikidata |
|        | Can Veleta                 | Riudarenes | masia        |                                          | 41° 49′ 25″ N, 2° 43′ 31″ E / 41.823685489034°N,2.72528439002241°E                             |                                            |                         | Modifica les dades a Wikidata |
|        | Can Vila                   | Riudarenes | masia        |                                          | 41° 49′ 34″ N, 2° 43′ 36″ E / 41.826045722128°N,2.7267306829885°E                              |                                            |                         | Modifica les dades a Wikidata |
|        | Can Xico Tirano            | Riudarenes | masia        |                                          | 41° 50′ 02″ N, 2° 43′ 41″ E / 41.833797691667°N,2.72798705383029°E                             |                                            |                         | Modifica les dades a Wikidata |
|        | Can Xifra                  | Riudarenes | masia        | Estil: arquitectura popular              | 41° 49′ 54″ N, 2° 41′ 26″ E / 41.831666666667°N,2.6905555555556°E ca:L'Esparra                 | bé integrant del patrimoni cultural català |                         | Modifica les dades a Wikidata |
|        | Casa Nova d'en Mir         | Riudarenes | masia        |                                          | 41° 50′ 38″ N, 2° 41′ 41″ E / 41.8438287641004°N,2.69468749684245°E                            |                                            |                         | Modifica les dades a Wikidata |
|        | Mas Barrot                 | Riudarenes | masia        |                                          | 41° 50′ 07″ N, 2° 40′ 49″ E / 41.83532°N,2.68038°E                                             | bé integrant del patrimoni cultural català |                         | Modifica les dades a Wikidata |
|        | Mas Oller                  | Riudarenes | masia        |                                          | 41° 50′ 41″ N, 2° 41′ 24″ E / 41.84462°N,2.68996°E                                             | bé integrant del patrimoni cultural català |                         | Modifica les dades a Wikidata |
|        | Mas Vern                   | Riudarenes | masia        |                                          | 41° 48′ 54″ N, 2° 42′ 40″ E / 41.8148957406259°N,2.71101857815051°E                            |                                            |                         | Modifica les dades a Wikidata |
|        | Montcorb                   | Riudarenes | masia        |                                          | 41° 48′ 38″ N, 2° 41′ 52″ E / 41.810661871184°N,2.6979025500132°E                              |                                            |                         | Modifica les dades a Wikidata |
|        | Montmal de Baix            | Riudarenes | masia        |                                          | 41° 48′ 09″ N, 2° 40′ 43″ E / 41.802503530233°N,2.6786809716079°E                              |                                            |                         | Modifica les dades a Wikidata |
|        | Montmal de Dalt            | Riudarenes | masia        |                                          | 41° 48′ 01″ N, 2° 41′ 04″ E / 41.8003159778358°N,2.68457829531754°E                            |                                            |                         | Modifica les dades a Wikidata |
|        | Morgadella                 | Riudarenes | masia        |                                          | 41° 49′ 35″ N, 2° 38′ 17″ E / 41.8264432397803°N,2.63811233567119°E                            |                                            |                         | Modifica les dades a Wikidata |
|        | Porxo de Mas Ferrer        | Riudarenes | masia        |                                          | 41° 49′ 17″ N, 2° 39′ 24″ E / 41.8212671900946°N,2.6566726764287°E                             |                                            |                         | Modifica les dades a Wikidata |
|        | Puigsardina                | Riudarenes | masia        |                                          | 41° 48′ 18″ N, 2° 42′ 48″ E / 41.8051018954519°N,2.71330166808732°E                            |                                            |                         | Modifica les dades a Wikidata |
|        | Sorrei d'en Planes         | Riudarenes | masia        |                                          | 41° 50′ 23″ N, 2° 37′ 33″ E / 41.8395991895959°N,2.62588532590013°E                            |                                            |                         | Modifica les dades a Wikidata |
|        | Tres Creus                 | Riudarenes | masia        |                                          | 41° 47′ 44″ N, 2° 41′ 25″ E / 41.7955488623716°N,2.69030685397544°E                            |                                            |                         | Modifica les dades a Wikidata |
|        | Veïnat del Rieral          | Riudarenes | masia        |                                          | 41° 50′ 32″ N, 2° 38′ 25″ E / 41.8422297241937°N,2.64014331648579°E                            |                                            |                         | Modifica les dades a Wikidata |
|        | ca l'Oller                 | Riudarenes | masia        | Estil: arquitectura popular 16th century | 41° 49′ 16″ N, 2° 43′ 04″ E / 41.82099°N,2.71768°E ca:Pl. del Diumenge, 1 83 msnm              | bé cultural d'interès local                | Ca l'Oller (Riudarenes) | Modifica les dades a Wikidata |
|        | els Bualous                | Riudarenes | masia        | Estil: arquitectura popular              | 41° 49′ 41″ N, 2° 41′ 15″ E / 41.82798°N,2.68759°E                                             | bé integrant del patrimoni cultural català |                         | Modifica les dades a Wikidata |
|        | l'Hort de la Vila          | Riudarenes | masia        |                                          | 41° 50′ 06″ N, 2° 38′ 25″ E / 41.8348622831434°N,2.64020867598465°E                            |                                            |                         | Modifica les dades a Wikidata |
|        | la Casanova                | Riudarenes | masia        |                                          | 41° 48′ 32″ N, 2° 40′ 55″ E / 41.8087843426168°N,2.68197250885399°E                            |                                            |                         | Modifica les dades a Wikidata |
|        | la Conca                   | Riudarenes | masia        |                                          | 41° 48′ 22″ N, 2° 37′ 11″ E / 41.8061992538599°N,2.61971147133248°E                            |                                            |                         | Modifica les dades a Wikidata |

## molí d'aigua
| imatge | Nom                 | Ubicat a   | instància de | Detalls                                  | coordenades                                                                   | Protecció                                  | Commons (més fotos) | Dades a WD                    |
| ------ | ------------------- | ---------- | ------------ | ---------------------------------------- | ----------------------------------------------------------------------------- | ------------------------------------------ | ------------------- | ----------------------------- |
|        | Molí d'en Caldes    | Riudarenes | molí d'aigua | Estil: arquitectura popular              | 41° 50′ 05″ N, 2° 42′ 19″ E / 41.83486°N,2.70529°E                            | bé integrant del patrimoni cultural català |                     | Modifica les dades a Wikidata |
|        | Molí d'en Pastrells | Riudarenes | molí d'aigua |                                          | 41° 50′ 19″ N, 2° 41′ 55″ E / 41.8386328291846°N,2.69849411297087°E           |                                            |                     | Modifica les dades a Wikidata |
|        | Molí de Dalt        | Riudarenes | molí d'aigua |                                          | 41° 49′ 26″ N, 2° 38′ 33″ E / 41.8237995193317°N,2.64236584356428°E           |                                            |                     | Modifica les dades a Wikidata |
|        | Molí de l'Arrupit   | Riudarenes | molí d'aigua | Estil: arquitectura popular 12nd century | 41° 48′ 12″ N, 2° 42′ 39″ E / 41.8032°N,2.71072°E ca:Les Mallorquines 75 msnm | bé cultural d'interès local                | Molí de l'Arrupit   | Modifica les dades a Wikidata |
|        | Molí de l'Esparra   | Riudarenes | molí d'aigua | Estil: arquitectura popular              | 41° 49′ 32″ N, 2° 38′ 36″ E / 41.82543°N,2.64324°E                            | bé integrant del patrimoni cultural català |                     | Modifica les dades a Wikidata |

## monument
| imatge | Nom                    | Ubicat a   | instància de | Detalls | coordenades                                                                            | Protecció | Commons (més fotos) | Dades a WD                    |
| ------ | ---------------------- | ---------- | ------------ | ------- | -------------------------------------------------------------------------------------- | --------- | ------------------- | ----------------------------- |
|        | Escultura Dona d'Aigua | Riudarenes | monument     |         | 41° 49′ 21″ N, 2° 43′ 22″ E / 41.822540283203125°N,2.722815990447998°E ca:Rotonda C-63 |           |                     | Modifica les dades a Wikidata |
|        | Monument als Segadors  | Riudarenes | monument     |         | 41° 49′ 21″ N, 2° 43′ 22″ E / 41.822598679997°N,2.72279648182806°E                     |           |                     | Modifica les dades a Wikidata |

## muntanya
| imatge | Nom                | Ubicat a                           | instància de | Detalls | coordenades                                                            | Protecció | Commons (més fotos) | Dades a WD                    |
| ------ | ------------------ | ---------------------------------- | ------------ | ------- | ---------------------------------------------------------------------- | --------- | ------------------- | ----------------------------- |
|        | Puigsardina        | Riudarenes                         | muntanya     |         | 41° 48′ 23″ N, 2° 42′ 54″ E / 41.80646944°N,2.715075°E 131 msnm        |           |                     | Modifica les dades a Wikidata |
|        | Roca Abellera      | Santa Coloma de Farners Riudarenes | muntanya     |         | 41° 51′ 01″ N, 2° 37′ 40″ E / 41.85035139°N,2.62774722°E 444.7 msnm    |           |                     | Modifica les dades a Wikidata |
|        | Turó d'en Patllari | Riudarenes                         | muntanya     |         | 41° 49′ 17″ N, 2° 40′ 39″ E / 41.82144722°N,2.67738889°E 191.4 msnm    |           |                     | Modifica les dades a Wikidata |
|        | Turó de Can Fesa   | Riudarenes                         | muntanya     |         | 41° 49′ 37″ N, 2° 39′ 47″ E / 41.827°N,2.66316°E 228.1 msnm            |           |                     | Modifica les dades a Wikidata |
|        | Turó de Can Nyerro | Riudarenes                         | muntanya     |         | 41° 47′ 52″ N, 2° 41′ 09″ E / 41.79772222°N,2.68588944°E 150.9 msnm    |           |                     | Modifica les dades a Wikidata |
|        | Turó de Sant Pere  | Riudarenes                         | muntanya     |         | 41° 50′ 21″ N, 2° 37′ 25″ E / 41.8392°N,2.62354°E 506.2 msnm           |           |                     | Modifica les dades a Wikidata |
|        | el Far             | Santa Coloma de Farners Riudarenes | muntanya     |         | 41° 50′ 04″ N, 2° 37′ 37″ E / 41.83435556°N,2.62704444°E 582.7 msnm    |           |                     | Modifica les dades a Wikidata |
|        | l'Argimon          | Riudarenes                         | muntanya     |         | 41° 49′ 50″ N, 2° 38′ 10″ E / 41.8306607507°N,2.63598108836°E 465 msnm |           |                     | Modifica les dades a Wikidata |

## pedrera
| imatge | Nom                 | Ubicat a   | instància de | Detalls | coordenades                                                         | Protecció | Commons (més fotos) | Dades a WD                    |
| ------ | ------------------- | ---------- | ------------ | ------- | ------------------------------------------------------------------- | --------- | ------------------- | ----------------------------- |
|        | Pedrera Serrabou    | Riudarenes | pedrera      |         | 41° 47′ 25″ N, 2° 41′ 08″ E / 41.7902036562097°N,2.68549441067568°E |           |                     | Modifica les dades a Wikidata |
|        | Pedrera d'en Metges | Riudarenes | pedrera      |         | 41° 48′ 55″ N, 2° 40′ 48″ E / 41.8151465820472°N,2.67993036999014°E |           |                     | Modifica les dades a Wikidata |

## polígon industrial
| imatge | Nom                                          | Ubicat a   | instància de       | Detalls | coordenades                                                         | Protecció | Commons (més fotos) | Dades a WD                    |
| ------ | -------------------------------------------- | ---------- | ------------------ | ------- | ------------------------------------------------------------------- | --------- | ------------------- | ----------------------------- |
|        | Polígon industrial Can Pruna                 | Riudarenes | polígon industrial |         | 41° 48′ 42″ N, 2° 43′ 22″ E / 41.8117453087419°N,2.72279512343227°E |           |                     | Modifica les dades a Wikidata |
|        | Polígon industrial Procorsa                  | Riudarenes | polígon industrial |         | 41° 49′ 21″ N, 2° 43′ 15″ E / 41.8224229714518°N,2.7209067572938°E  |           |                     | Modifica les dades a Wikidata |
|        | Zona industrial de la Carretera de l'Esparra | Riudarenes | polígon industrial |         | 41° 49′ 14″ N, 2° 42′ 33″ E / 41.8204305403702°N,2.70924776237539°E |           |                     | Modifica les dades a Wikidata |

## serra
| imatge | Nom                   | Ubicat a                                                   | instància de | Detalls | coordenades                                                        | Protecció | Commons (més fotos) | Dades a WD                    |
| ------ | --------------------- | ---------------------------------------------------------- | ------------ | ------- | ------------------------------------------------------------------ | --------- | ------------------- | ----------------------------- |
|        | El Rocar (Riudarenes) | Riudarenes                                                 | serra        |         | 41° 51′ 02″ N, 2° 39′ 11″ E / 41.8506025°N,2.65315833°E 425.7 msnm |           |                     | Modifica les dades a Wikidata |
|        | la Pedrosa            | Riudarenes Santa Coloma de Farners Sant Feliu de Buixalleu | serra        |         | 41° 49′ 48″ N, 2° 36′ 37″ E / 41.83004722°N,2.61023889°E 524 msnm  |           |                     | Modifica les dades a Wikidata |
|        | serra de Clarà        | Maçanes Riudarenes                                         | serra        |         | 41° 48′ 00″ N, 2° 39′ 54″ E / 41.8001°N,2.66497°E 273 msnm         |           |                     | Modifica les dades a Wikidata |
|        | serra de Riuclar      | Maçanes Riudarenes Sant Feliu de Buixalleu                 | serra        |         | 41° 47′ 48″ N, 2° 37′ 53″ E / 41.796575°N,2.63143889°E             |           |                     | Modifica les dades a Wikidata |

## zona humida
| imatge | Nom                              | Ubicat a   | instància de      | Detalls            | coordenades                                                             | Protecció | Commons (més fotos) | Dades a WD                    |
| ------ | -------------------------------- | ---------- | ----------------- | ------------------ | ----------------------------------------------------------------------- | --------- | ------------------- | ----------------------------- |
|        | Bassa de Can Calçada             | Riudarenes | zona humida bassa | Superfície: 1.32ha | 41° 49′ 07″ N, 2° 42′ 05″ E / 41.8186°N,2.7015°E 90 msnm                |           |                     | Modifica les dades a Wikidata |
|        | Bassa de Can Prats               | Riudarenes | zona humida       | Superfície: 1.02ha | 41° 49′ 56″ N, 2° 42′ 53″ E / 41.8323°N,2.71471°E                       |           |                     | Modifica les dades a Wikidata |
|        | Bassa de la riera de l'Esparra   | Riudarenes | zona humida       | Superfície: 0.63ha | 41° 48′ 32″ N, 2° 40′ 32″ E / 41.8089°N,2.67564°E                       |           |                     | Modifica les dades a Wikidata |
|        | Basses de Camp Batalla           | Riudarenes | zona humida       | Superfície: 8.15ha | 41° 49′ 29″ N, 2° 40′ 53″ E / 41.8247°N,2.6815°E                        |           |                     | Modifica les dades a Wikidata |
|        | Basses de Can Barrot             | Riudarenes | zona humida       | Superfície: 4.87ha | 41° 50′ 12″ N, 2° 40′ 55″ E / 41.8368°N,2.682°E                         |           |                     | Modifica les dades a Wikidata |
|        | Basses de Can Conill             | Riudarenes | zona humida       | Superfície: 1.39ha | 41° 50′ 02″ N, 2° 40′ 24″ E / 41.833888888888886°N,2.6733055555555554°E |           |                     | Modifica les dades a Wikidata |
|        | Basses de la pedrera de Mas Vern | Riudarenes | zona humida       | Superfície: 0.72ha | 41° 48′ 53″ N, 2° 42′ 46″ E / 41.8146°N,2.7128°E                        |           |                     | Modifica les dades a Wikidata |
|        | Basses del Mas Vern              | Riudarenes | zona humida       | Superfície: 1.66ha | 41° 48′ 45″ N, 2° 42′ 35″ E / 41.8125°N,2.7097°E                        |           |                     | Modifica les dades a Wikidata |
|        | Basses del turó d'en Bolous      | Riudarenes | zona humida       | Superfície: 3.7ha  | 41° 49′ 30″ N, 2° 41′ 20″ E / 41.8251°N,2.6889°E                        |           |                     | Modifica les dades a Wikidata |
|        | La Camparra                      | Riudarenes | zona humida       | Superfície: 4.32ha | 41° 49′ 12″ N, 2° 43′ 28″ E / 41.8199°N,2.72452°E                       |           |                     | Modifica les dades a Wikidata |
|        | l'Esplet                         | Riudarenes | zona humida       | Superfície: 1.39ha | 41° 49′ 44″ N, 2° 43′ 04″ E / 41.829°N,2.7179°E                         |           |                     | Modifica les dades a Wikidata |

## Misc
| imatge | Nom                             | Ubicat a                                                                                             | instància de               | Detalls                                         | coordenades | Protecció                                            | Commons (més fotos)          | Dades a WD                    |
| ------ | ------------------------------- | --- | -------------------------- | ----------------------------------------------- | --- | ---------------------------------------------------- | ---------------------------- | ----------------------------- |
|        | Aqüeducte del Rieral            | Riudarenes                                                                                           | aqüeducte                  | Estil: arquitectura popular                     | 41° 50′ 33″ N, 2° 38′ 17″ E / 41.842437°N,2.638155°E ca:Torrent de Vilarràs, veïnat del Rieral                                            | bé integrant del patrimoni cultural català           |                              | Modifica les dades a Wikidata |
|        | Can Falquers                    | Riudarenes                                                                                           | nucli de població          |                                                 | 41° 49′ 56″ N, 2° 42′ 05″ E / 41.8322874876184°N,2.70141379079973°E                                                                       |                                                      |                              | Modifica les dades a Wikidata |
|        | Can Figueres                    | Riudarenes                                                                                           | edifici residencial        |                                                 | 41° 49′ 18″ N, 2° 43′ 02″ E / 41.82170104980469°N,2.7171919345855713°E ca:Carrer Major / Carrer d'Orient                                  |                                                      |                              | Modifica les dades a Wikidata |
|        | Carrer Major                    | Riudarenes                                                                                           | conjunt urbà               |                                                 | 41° 49′ 18″ N, 2° 43′ 01″ E / 41.821746826171875°N,2.71689510345459°E ca:Carrer Major                                                     |                                                      |                              | Modifica les dades a Wikidata |
|        | Castell d'Argimon               | Riudarenes                                                                                           | castell                    | Estil: arquitectura romànica 11st century       | 41° 49′ 50″ N, 2° 38′ 09″ E / 41.8305861111°N,2.63588611111°E ca:Al costat del Santuari (Camí que surt de la ctra. de l'Esparra) 471 msnm | bé d'interès cultural bé cultural d'interès nacional | Castell d'Argimon            | Modifica les dades a Wikidata |
|        | Dipòsit d'aigües                | Riudarenes                                                                                           | torre d'aigua              |                                                 | 41° 49′ 35″ N, 2° 42′ 49″ E / 41.82648468017578°N,2.7136189937591553°E ca:Carrer de Sant Martí                                            |                                                      |                              | Modifica les dades a Wikidata |
|        | Escola Josep Boada              | Riudarenes                                                                                           | edifici escolar            | Estil: noucentisme                              | 41° 49′ 31″ N, 2° 42′ 52″ E / 41.825164794921875°N,2.7144699096679688°E ca:Carrer Sant Martí, 43                                          |                                                      |                              | Modifica les dades a Wikidata |
|        | GIV-5514                        | Catalunya Riudarenes                                                                                 | carretera                  | Llarg: 6.9km                                    | 41° 54′ 41″ N, 3° 10′ 06″ E / 41.9113°N,3.16845°E                                                                                         |                                                      |                              | Modifica les dades a Wikidata |
|        | Granges de Can Massot           | Riudarenes                                                                                           | granja                     |                                                 | 41° 50′ 23″ N, 2° 42′ 46″ E / 41.8397049785098°N,2.7126775323801°E                                                                        |                                                      |                              | Modifica les dades a Wikidata |
|        | Pont del Rieral                 | Riudarenes                                                                                           | pont                       | Estil: arquitectura popular                     | 41° 50′ 28″ N, 2° 38′ 23″ E / 41.8411584°N,2.6398292°E ca:Torrent de Vilarràs, veïnat del Rieral                                          | bé integrant del patrimoni cultural català           |                              | Modifica les dades a Wikidata |
|        | Puig de Sant Simó               | Riudarenes                                                                                           | vèrtex geodèsic            |                                                 | 41° 49′ 50″ N, 2° 38′ 09″ E / 41.830624°N,2.635892°E 477.1 msnm                                                                           |                                                      |                              | Modifica les dades a Wikidata |
|        | Rectoria de l'Esparra           | Riudarenes                                                                                           | rectoria                   | Estil: arquitectura popular                     | 41° 49′ 35″ N, 2° 39′ 26″ E / 41.82625°N,2.65724°E ca:L'Esparra                                                                           | bé integrant del patrimoni cultural català           |                              | Modifica les dades a Wikidata |
|        | Torre de l'Esparra              | Riudarenes                                                                                           | casa forta                 | Estil: arquitectura romànica                    | 41° 49′ 42″ N, 2° 39′ 37″ E / 41.8282138889°N,2.66020277778°E 197 msnm                                                                    | bé d'interès cultural bé cultural d'interès nacional | Torre de l'Esparra           | Modifica les dades a Wikidata |
|        | Torres de Puigsardina           | Riudarenes                                                                                           | torre de telegrafia òptica | Estil: arquitectura popular 19th century        | 41° 48′ 23″ N, 2° 42′ 54″ E / 41.80636°N,2.71506°E ca:Camí de Puigsardina, dalt d'un turó                                                 | bé cultural d'interès local                          | Torres de Puigsardina        | Modifica les dades a Wikidata |
|        | casa consistorial de Riudarenes | Riudarenes                                                                                           | casa consistorial          |                                                 | 41° 49′ 21″ N, 2° 43′ 02″ E / 41.8224586°N,2.7171132°E                                                                                    |                                                      | Casa de la Vila (Riudarenes) | Modifica les dades a Wikidata |
|        | cobert d'en Pere Bota           | Riudarenes                                                                                           | cabana                     |                                                 | 41° 49′ 50″ N, 2° 43′ 24″ E / 41.8306163598941°N,2.72342424908387°E                                                                       |                                                      |                              | Modifica les dades a Wikidata |
|        | riera de Santa Coloma           | Sant Hilari Sacalm Santa Coloma de Farners Riudarenes Maçanes Maçanet de la Selva Fogars de la Selva | curs d'aigua               | Desemboca: la Tordera Llarg: 33km Conca: 324km² | 41° 53′ 59″ N, 2° 31′ 29″ E / 41.899769°N,2.524652°E 41° 44′ 23″ N, 2° 40′ 37″ E / 41.739606°N,2.677066°E                                 |                                                      | Riera de Santa Coloma        | Modifica les dades a Wikidata |